# Hymenodiscus agassizii
Hymenodiscus agassizii is een zeester uit de familie Brisingidae.
De wetenschappelijke naam van de soort werd in 1884 voor het eerst gepubliceerd door Edmond Perrier. De soort werd door hem beschreven aan de hand van twee exemplaren die waren verzameld in de wateren bij Dominica (391 vadem; 715 meter diep) en Saint Croix (450 vadem; 823 meter) tijdens een tocht met het onderzoeksschip Blake in het Caraïbisch gebied en de Golf van Mexico tussen december 1878 en maart 1879, onder leiding van Alexander Agassiz.